# ファジー・ゼラー
ファジー・ゼラー（Fuzzy Zoeller、1951年11月11日 - ）は、アメリカ合衆国・インディアナ州ニューオールバニ出身の男子プロゴルファー。本名はフランク・アーバン・ゼラー・ジュニア（Frank Urban Zoeller Jr.）といい、「ファジー」は彼の愛称である。

## 人物
1979年のマスターズと1984年の全米オープンで優勝し、メジャー大会に2勝を挙げた選手である。1981年全米プロゴルフ選手権2位・1994年全英オープン3位もある。PGAツアーではメジャー2勝を含めて総計10勝を挙げ、50歳以上の選手を対象にしたチャンピオンズツアーでも2勝している。
3歳からゴルフを始め、1973年にプロ入り。1976年には8ホール連続バーディのプロ新記録を達成。プロ7年目の1979年シーズンの3戦目、1月末のサンディエゴ・オープンでゼラーはツアー初優勝し、その資格で初出場したマスターズでメジャー初優勝（ツアー2勝目）。最終ラウンドの終了時点で、ゼラーとトム・ワトソン、エド・スニードの3人が8アンダー（-8, 280ストローク）で並んだため、マスターズ史上初めて「サドンデス・プレーオフ」を行い、ゼラーがプレーオフ2ホール目（11番ホール）のバーディで制した。それまでは、マスターズのプレーオフは翌日にもう1日（18ホールの1ラウンド）延長で実施されていたが、この時からサドンデス・プレーオフ方式になり、現在に至っている。マスターズの大会創設期、第1回大会優勝者のホートン・スミスと第2回優勝者ジーン・サラゼンの後は、初出場で優勝した選手はいなかった。
それから5年後の1984年、ファジー・ゼラーは全米オープンでグレグ・ノーマン（オーストラリア）とのプレーオフに勝ち、ここでもプレーオフで優勝をもぎ取った。この年の全米オープン開催コースは、ニューヨークの「ウィングドフット・ゴルフクラブ」（パー70）で、2人の並んだスコアは 4 アンダーパー（-4, 276ストローク）であった。ところが、2か月後の全米プロゴルフ選手権の会場に着いた時、ゼラーは背中の激痛に苦しみ、開幕直前で出場断念を余儀なくされる。脊椎部椎間板ヘルニアの手術を受け、試合への復帰までに半年を要した。手術から復帰した1985年、ゼラーは全米ゴルフ協会から「ボビー・ジョーンズ賞」を授与された。これはゴルフにおいて、優れたスポーツマンシップを発揮した選手に贈られる賞である。PGAツアーでは1986年に年間3勝を獲得したが、それ以後はレギュラー・ツアーでの優勝がなくなった。
自らのマスターズ優勝から18年後、ゼラーは1997年のマスターズ終了後にトラブルを起こした。マスターズの慣習の1つに、前年度優勝者がトーナメント開幕前に主催する「チャンピオンズ・ディナー」がある。1997年マスターズで、当時21歳のタイガー・ウッズが黒人選手として初の優勝を決めた後、45歳のゼラーが「坊やはよくやっているよ。彼が来年（チャンピオンズ・ディナーの主催者として）フライドチキンやコラードグリーンを注文しないように言ってくれ」と話した場面がアメリカのCNNテレビで放映された。フライドチキンやコラードグリーンは、黒人が一般的に好む食べ物であることから、ゼラーの発言は「人種差別発言」の非難を浴び、彼はスポンサー契約解除などの社会的制裁を経験した。ウッズはゼラーの謝罪を受け入れたが、この発言の波紋はその後も広がり続けた。
2002年から、ゼラーは50歳以上の選手を対象にしたチャンピオンズツアーに参戦を開始し、これまでにチャンピオンズツアーで2勝を挙げた。シニア初参戦の年だった2002年に「シニアPGA選手権」でメジャー大会優勝があり、2004年の「マスターカード選手権」でシニアツアー2勝目を獲得している。

## プロ優勝 (19)

### PGAツアー (10)
| No. | 日付          | トーナメント                                                     | スコア             | パー | ストローク差 | 2位の選手                                       |
| --- | ------------- | ---------------------------------------------------------------- | ------------------ | ---- | ------------ | ----------------------------------------------- |
| 1   | Jan 28, 1979  | アンディ・ウィリアムス＝サンディエゴオープン・インビテーショナル | 76-67-67-72=282    | −6   | 4打差        | Billy Kratzert, Artie McNickle, トム・ワトソン  |
| 2   | Apr 15, 1979  | マスターズ・トーナメント                                         | 70-71-69-70=280    | −8   | Playoff      | エド・スニード, トム・ワトソン                  |
| 3   | May 17, 1981  | Colonial National Invitation                                     | 67-69-68-70=274    | −6   | 4打差        | ヘール・アーウィン                              |
| 4   | Apr 18, 1983  | Sea Pines Heritage                                               | 67-72-65-71=275    | −9   | 2打差        | ジム・ネルフォード                              |
| 5   | Sep 28, 1983  | Panasonic Las Vegas Pro Celebrity Classic                        | 63-70-70-64-73=340 | −15  | 4打差        | レックス・コールドウェル                        |
| 6   | 1984年6月17日 | 全米オープン                                                     | 71-66-69-70=276    | −4   | Playoff      | グレグ・ノーマン                                |
| 7   | Mar 10, 1985  | ハインツ・ベイヒルクラシック                                     | 70-72-66-67=275    | −9   | 2打差        | トム・ワトソン                                  |
| 8   | Feb 2, 1986   | AT&Tペブルビーチナショナルプロアマ                               | 69-66-70=205       | −11  | 3打差        | ペイン・スチュワート                            |
| 9   | Apr 20, 1986  | Sea Pines Heritage (2)                                           | 68-68-69-71=276    | −8   | 1打差        | チップ・ベック, Roger Maltbie, グレグ・ノーマン |
| 10  | Jul 13, 1986  | Anheuser-Busch Golf Classic                                      | 70-68-72-64=274    | −10  | 2 strokes    | Jodie Mudd                                      |

### その他 (4)
- 1985 Skins Game
- 1986 Skins Game
- 1987 メリルリンチ・シュートアウト選手権
- 2003 Tylenol Par-3 Challenge

### チャンピオンズツアー (2)
- 2002 全米プロシニアゴルフ選手権
- 2004 マスターカード選手権

太字はメジャー優勝

### その他シニア優勝 (3)
- 2002 Senior Slam
- 2008 Wendy's Champions Skins Game (with Peter Jacobsen)
- 2009 Wendy's Champions Skins Game (with Ben Crenshaw)